# Горняцьке сільське поселення (Можгинський район)
Горня́цьке сільське поселення (рос. Горнякское сельское поселение) — муніципальне утворення в складі Можгинського району Удмуртії, Росія. Адміністративний центр — село Горняк.

## Населення
Населення — 3597 осіб (2015; 3644 в 2012, 3598 в 2010).

## Історія
Сільське поселення було утворене 13 липня 2005 року шляхом перетворення Горняцької сільської ради у рамках муніципальної реформи у Росії. 2016 року до його складу була включена територію ліквідованого Черьомушкинського сільського поселення.

## Склад
До складу поселення входять такі населені пункти:
| Населений пункт           | Населення, осіб (2010) | Населення, осіб (2012) |
| ------------------------- | ---------------------- | ---------------------- |
| Акаршур, присілок         | 86                     | 86                     |
| Бальзяшур, присілок       | 164                    | 167                    |
| Горняк, село              | 691                    | 675                    |
| Дома 1035 км, без статусу | 3                      | 3                      |
| Дома 1038 км, без статусу | 29                     | 29                     |
| Керамік, селище           | 1034                   | 1071                   |
| Лудзі-Шудзі, присілок     | 324                    | 334                    |
| Новий Карамбай, присілок  | 16                     | 21                     |
| Черьомушки, село          | 1094                   | 1099                   |
| Чумойтло, присілок        | 126                    | 124                    |
| Чумойтло, селище          | 31                     | 35                     |

## Господарство
В поселенні діють 2 середні школи (Горняк, Бальзяшур), садочок (Горняк), 3 фельдшерсько-акушерських пункти, клуб, бібліотека.
Серед промислових підприємств працюють ТОВ «Горняксервіс», Горняцьке лісництво, цехи Можгинського мостового та Можгинського дорожнього підприємств.